# Светлан Бъчваров
Проф. д.т.н.инж. Светлан Живков Бъчваров е български учен керамик.

## Биография
Светлан Бъчваров е роден на 27 юни 1924 г. в София в семейството на Живко Бъчваров, гл.счетоводител на керамичен завод „Изида“. Чичо на Живко Бъчваров е проф. Марин Бъчваров.
Завършва с пълно отличие Втора мъжка гимназия през 1943 г. Отбива военната си служба в ШЗО. През 1945 г. е редовен студент в първия випуск на новооткрития отдел по индустриална химия към машинния факултет на Държавната политехника. Междувременно семейството му е изселено от София в с. Елисейна и когато е в осми семестър е изключен от Политехниката. По-късно е възстановен и завършва висшето си образование с отличен успех през 1952 г. по специалността „керамика“. Дипломната му работа, разработена под научното ръководство на инж. Енчо Герасимов, е на тема: „Изследване върху получаването на термоустойчив порцелан“.
Трудовата си дейност започва като технолог и началник на химическата лаборатория в ДИП „Изида“, след което е назначен като химик в Централната лаборатория към ДИО „Порцеланова, фаянсова и стъкларска индустрия“. През 1957 г. след спечелен конкурс, е назначен за асистент по керамика в катедра „Технология на силикатите“ към ХТИ. През 1960 г. е старши асистент, а през 1963 г. – главен асистент в катедрата. Специализира в Московския химикотехнологичен институт през 1963 – 1964 г. През 1965 г., след успешна защита на дисертация на тема: „Върху получаването на форстеритови огнеупори от местни суровини“ му е присъдена научната степен „кандидат на техническите науки“. През 1968 г. е избран за доцент по „Технология на керамичните изделия“, а през 1983 г., след защита на дисертация на тема: „Изследвания върху състава и свойствата на керамичните глазури“, му е присъдена научна степен „доктор на техническите науки“. В периода 1975 – 1977 г. е хоноруван преподавател по „Керамична технология“ във ВИИИ „Николай Павлович“. През 1985 г. е избран за професор в катедра „Технология на силикатите“ във ВХТИ. От 1997 г. до 2000 г. е член на химическата комисия към ВАК. В Българския институт по стандартизация е бил експерт и председател на Техническия комитет по стъкло и керамика.
Научната дейност на Светлан Бъчваров обхваща почти всички раздели на керамиката – строителна, фина, техническа, огнеупори.
Автор и съавтор е на 170 научни публикации в България и в чужбина и на 30 авторски свидетелства, много от които са внедрени в практиката. Написал е много популярни статии в различни области – наука, образование, музика, политика. Научен ръководител е на 8 докторанта и 170 дипломанта. Преподава дисциплината „Технология на керамичните изделия“ и известно време – „Пещи и сушилни в силикатната промишленост“. През 1964 г. в съавторство с инж. Бойко Костов, инж. Бисерка Самунева и инж. Добринка Ставракева излиза „Ръководство за упражнения по технология на силикатите“. Съавтор е на проф. Енчо Герасимов в издадения през 1977 г. учебник по „Технология на керамичните изделия“. През 1971 г. в съавторство с инж. Стефан Стефанов излиза монографията „Глазури за керамични изделия“. Разширена и допълнена и със заглавие „Керамични глазури“ книгата е издадена в Германия в двуезичен текст (немски и английски), и в Италия. През 2003 г. авторски колектив под научната редакция на Светлан Бъчваров издава учебника „Технология на керамичните изделия и материали“.
Светлан Бъчваров е удостоен с орден „Св. св. Кирил и Методий“, медал „50 години Химикотехнологичен и металургичен университет“ и още много други отличия и грамоти от ВХТИ, ДСО „Стъкло и фина керамика“, и др.
Проф. Светлан Бъчваров умира на 28 март 2013 г. в София.